# 8636 Malvina
8636 Malvina (1985 UH2) là một tiểu hành tinh vành đai chính được phát hiện ngày, by at.